# 자유팽창
자유팽창(自由膨脹, free expansion)은 단열된 진공 공간으로 저절로 팽창하는 비가역과정이다. 줄 팽창이라고도 한다.
실제 기체는 자유팽창을 하는 도중에도 온도 변화가 생긴다. 이상기체에서는 온도가 변하지 않는다고 가정하며, 단열자유팽창은
{\displaystyle P_{i}V_{i}=P_{f}V_{f}}
를 만족한다. 이때 {\displaystyle P}는 압력, {\displaystyle V}는 부피이고 {\displaystyle i}와 {\displaystyle f}는 각각 이전과 이후를 나타낸다. 즉 기체가 팽창해서 부피가 늘어나면({\displaystyle V_{i}<V_{f}}) 압력은 감소한다({\displaystyle P_{i}>P_{f}}).
자유팽창을 하는 기체는 일을 하지 않는다. 기체는 최종 상태가 될 때까지 열역학적 평형이 아닌 상태를 거치며, 이 상태에서는 기체의 열역학적 변수를 모두 결정할 수 없다. 예컨대 기체의 압력은 점에서 점마다 국소적으로 변하기 때문에 입자의 총체로서의 기체의 부피는 쉽게 정의할 수 있는 양이 아니다.
코크를 열어서 기체가 진공으로 퍼져나가는 것이 자유팽창의 대표적인 사례이다. 계 안으로 들어오거나 나가는 열에너지가 없으므로, 이루어진 일은 없다. 엔트로피 변화는 있지만 잘 알려진 엔트로피 변화공식
{\displaystyle \Delta S=\int {\frac {dQ_{rev}}{T}}\,,}
은 적용되지 않는다. 이는 자유팽창이 가역과정이 아니기 때문이다. 이상기체의 경우 자유팽창의 엔트로피는 줄-톰슨 효과와 같이 구한다.
{\displaystyle \Delta S=\int _{i}^{f}\mathrm {d} S=\int _{V_{i}}^{V_{f}}{\frac {P\,\mathrm {d} V}{T}}=\int _{V_{i}}^{V_{f}}{\frac {nR\,\mathrm {d} V}{V}}=nR\ln {\frac {V_{f}}{V_{i}}}.}